# Teknisk Tidskrift

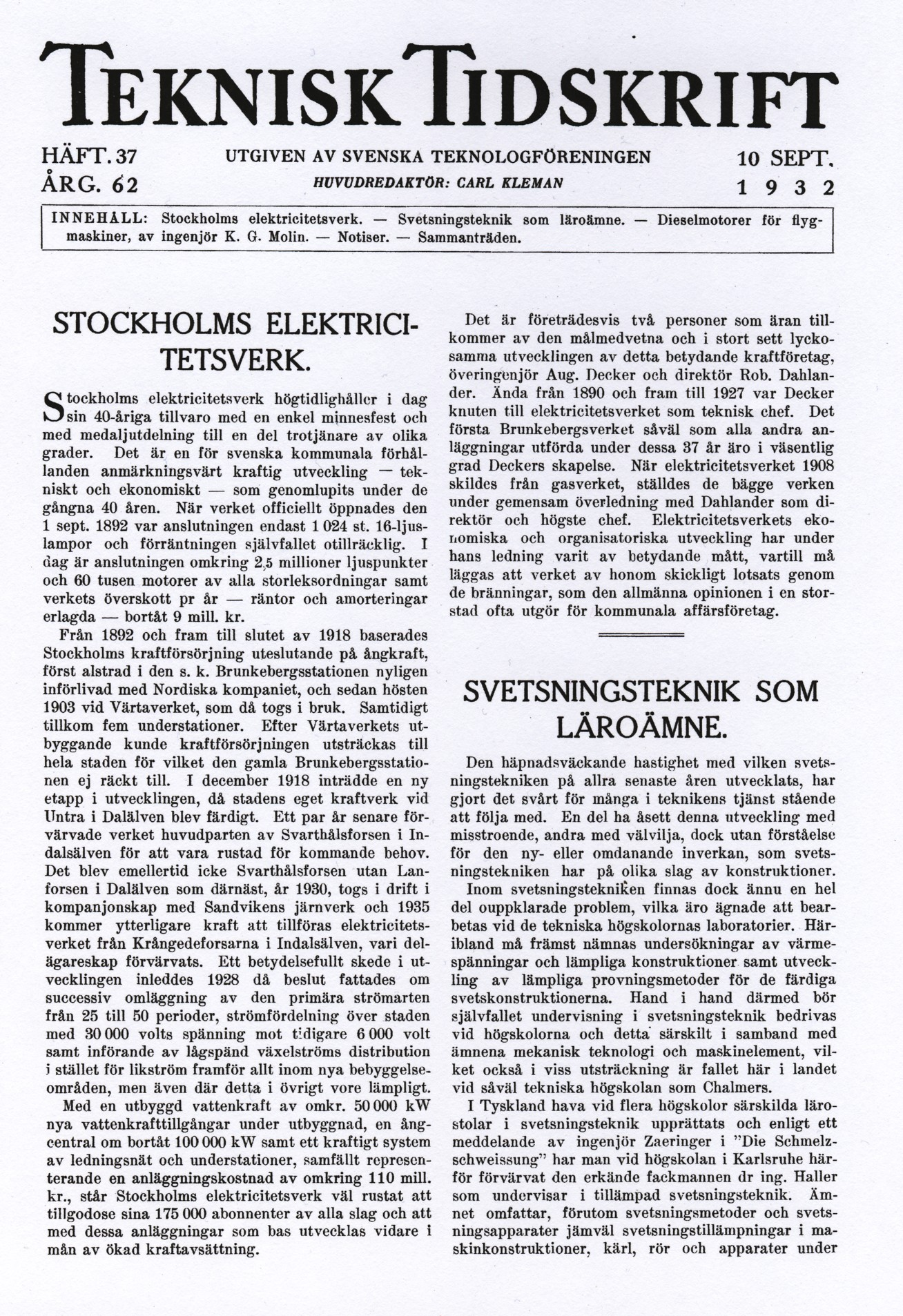
Teknisk Tidskrift den 10 september 1932.

Teknisk Tidskrift (december 1870–mars 1872: Illustrerad Teknisk Tidning), grundad 1870 av mekanikprofessorn Wilhelm Hoffstedt, föregångaren till tidningen Ny Teknik, har sedan grundandet ansetts som en av de främsta facktidskrifterna i Sverige för publicering av nya rön inom teknik- och ingenjörsvetenskap. Den gavs ut som en egen publikation till och med 1977, därefter som en rubrik i Ny Teknik.
Tidskriften övertogs 1878 av Svenska Teknologföreningen, men Hoffstedt kvarstannade som redaktör för avdelningen för maskinteknik till kort före sin död 1907. Tidskriften blev uppdelad i en allmän del och olika fackavdelningar för maskinteknik, elektroteknik, kemi och bergsteknik (motsvarande metallurgi), skeppsbyggnad, arkitektur samt väg- och vattenbyggnad. Fackavdelningarna motsvarade de olika medlemsavdelningarna av Svenska Teknologföreningen och hade även sin motsvarighet i undervisningsstrukturen på Kungliga Tekniska högskolan. Fackavdelningen för Arkitektur och dekorativ konst (1901–1922) utvecklades senare till den fristående tidskriften Arkitektur. Teknisk Tidskrifts allmänna avdelning utkom en gång i veckan och fackavdelningarna en gång i månaden. Hösten 1967 bytte veckoupplagan namn till Ny Teknik och fick en mer populärvetenskaplig inriktning.
Teknisk Tidskrifts förlag bytte 1967 namn till Ingenjörsförlaget och 1990 till E+T Förlag (Ekonomi & Teknik Förlag AB), efter samgåendet med Affärsvärldens förlag. I oktober 2005 såldes E+T Förlag till finska Talentum Oy, utgivare av affärstidningen Talouselämä.